# Джаспер, Уильям
Уильям Джаспер (англ. William Jasper; около 1750 — 9 октября 1779) — американский солдат в Войне за независимость США. Сержант 2-го полка Южной Каролины. Джаспер проявил себя при обороне Форта Молтри (тогда он назывался Форт-Салливан) 28 июня 1776 года.
В 1779 году сержант Джаспер участвовал в осаде Саванны, во главе с генералом Линкольном.

## Приезд в Америку
Уильям Джаспер (тогда его звали Иоганн Вильгельм Гаспер) приехал в Америку в 1767 году на корабле Минерва. Он и как другие иммигранты родом из Германии прибыл в Филадельфию.
Поскольку он не умел ни читать, ни писать, Джаспер не смог написать своё имя в списке при регистрации. Он просто поставил крестик там, где должен был поставить своё имя, а рядом другой колонист вписал за него Джон Уильям Джаспер. После нескольких лет поденной работы он отправился на Юг, в надежде обрести собственную землю. Далее он вступил в ряды армии, но к этому времени колонисты уже восстали. Вскоре он получил звание сержанта и женился.

## Атака на форт Салливан
Вскоре Джаспер был призван на остров Салливан для участия в защите Чарльз-Харбор-Тауна. Там он служил под командованием полковника Уильяма Молтри, который возглавлял оборону Чарлстона против Британского Флота. За несколько дней до ожидаемого прибытия британцев, полковник Молтри решил построить форт для защиты гавани. Офицеры подразделения Молтри были направлены к владельцам местных плантаций, чтобы привлечь их рабов к созданию форта. Солдаты, рабы и волонтеры объединились, чтобы срубить пальметты и использовать их в строительстве.
Первоначально назывался Форт Салливан, спустя некоторое время после сражения Форт был переименован в Форт Молтри.
Британцы прибыли до завершения сооружения форта. Флаг Уильяма Молтри был поднят над недостроенным укреплением, и началась десятичасовая осада. Имея мало боеприпасов, 2-й полк Южной Каролины открыл огонь только тогда, когда корабли противника сблизились с фортом. Флаг Молтри был сбит и упал на дно рва снаружи форта. Спрыгнув с бойницы, Джаспер вернул флаг, импровизированно привязал его к баннику и поставил на парапете, где и поддерживал его, пока был доставлен и установлен постоянный флаг. С этого сплачивающего момента колонисты протянули до рассвета, пока англичане не отступили. В дальнейшем Британские войска не добились успеха в Чарльстоне в течение нескольких лет.
За его героизм, губернатор Джон Ратледж подарил ему свою личную саблю, и предложил ему звание лейтенанта. Джаспер не принял предложение стать офицером, сказав, что это будет только помехой, поскольку он не умел ни читать, ни писать.

## Осада Саванны
В 1779 году, сержант Джаспер участвовал в осаде Саванны, во главе с генералом Линкольном, которая так и не была успешной. Там он был смертельно ранен во время нападения на британские войска.

## Места, названные в его честь
- Джаспер (Алабама)
- Джаспер (округ, Джорджия)
- Джаспер (округ, Иллинойс)
- Джаспер (округ, Индиана)
- Джаспер (округ, Айова)
- Джаспер (округ, Миссисипи)
- Джаспер (округ, Миссури)